# 轉動世界
《轉動世界》〈The Circle〉是美國樂團邦喬飛的第十一張專輯，發行於2009年，由約翰·向克斯製作。新單曲《天生領袖》於8月17日就開始在電台上放送。該專輯在許多國家拿到排行榜冠軍的成績，其中美國在第一週便銷售了163,000張並在Billboard 200中得到冠軍。此專輯是繼《飛行公路》之後邦喬飛在美國的第四張冠軍專輯。
在一次《滾石》雜誌的一次訪問中，吉他手瑞奇·山伯拉說這張專輯回歸了「搖滾樂」的本質，並說：「這次專輯多了許多大合唱的部份。聽起來像邦喬飛，但也聽起來很新鮮。我們嘗試了許多新的聲音，而且和約翰·向克斯合作真的很棒，他也是個很棒的吉他手。所以我和他一起玩了許多吉他的音效。這張新的邦喬飛專輯有許多很棒的吉他音效和全新的氣氛，讓我覺得很時髦。我覺得人們會愛上這張專輯，老兄。這就是搖滾樂。」
在英國絕對電台的訪問中，瓊·邦喬飛表示這次的專輯名稱有很多層面的意義，代表轉動（The Circle）永不止息，也代表邦喬飛這個樂團，難以進入，更難以離開。
轉動世界巡演於2010年年初開始。

## 標題意義
關於專輯名稱，邦喬飛表示具有許多意義：「有些人或許說這張專輯幫我們完成一個階段的循環，有些人或許說轉動永不止息，我則看到我們這個「圓」難以進入，更難以離開。這十年我們發行了五張錄音室專輯，每張專輯的歌都在描繪我們週遭的世界。並在他們不喜歡他們所看到的時候，讓他們可以不那麼悲觀。」

## 反應
《轉動世界》一上市便在美國以163,000張的成績拿到公告牌二百强专辑榜第一名，在日本以大約67,000張的銷售量得到Oricon單周榜第一名，成為他們在日本的第五張冠軍專輯，也因此打破了Oricon銷售榜上瑪麗亞·凱莉和賽門＆芬柯二重唱的紀錄：第一個獲得五張冠軍專輯的的西洋藝人。
《轉動世界》最初得到的評論相當中肯，《印度時報》的奈吉爾·布瑞托表示這張專輯代表他們「回歸傳統」，並給那些發現樂團最近的懷舊風格的人「一大口的新鮮空氣」。

## 收錄曲目
| 順序           | 歌名                                           | 譯名                         | 詞曲                                     | 時間 |
| -------------- | ---------------------------------------------- | ---------------------------- | ---------------------------------------- | ---- |
| 01             | We Weren't Born to Follow                      | 天生領袖                     | 瓊·邦喬飛、瑞奇·山伯拉                   | 4:03 |
| 02             | When We Were Beautiful                         | 當我們風華正茂               | 邦喬飛、山伯拉、比利·法肯                | 5:18 |
| 03             | Work for the Working Man                       | 勞工出頭天                   | 邦喬飛、山伯拉、戴若·布朗                | 4:03 |
| 04             | Superman Tonight                               | 今晚的超人                   | 邦喬飛、山伯拉、法肯                     | 5:12 |
| 05             | Bullet                                         | 子彈                         | 邦喬飛、山伯拉                           | 3:50 |
| 06             | Thorn in My Side                               | 芒刺在背                     | 邦喬飛、山伯拉                           | 4:05 |
| 07             | Live Before You Die                            | 活得精采                     | 邦喬飛、山伯拉                           | 4:18 |
| 08             | Brokenpromiseland                              | 夢碎之地                     | 邦喬飛、山伯拉、約翰·向克斯、戴斯蒙·采德 | 4:57 |
| 09             | Love's the Only Rule                           | 愛是唯一                     | 邦喬飛、山伯拉、法肯                     | 4:38 |
| 10             | Fast Cars                                      | 快車                         | 邦喬飛、山伯拉、采德                     | 3:16 |
| 11             | Happy Now                                      | 當下的快樂                   | 邦喬飛、山伯拉、采德                     | 4:21 |
| 12             | Learn to Love                                  | 學會去愛                     | 邦喬飛、山伯拉、采德                     | 4:39 |
| iTunes特別收錄 |                                                |                              |                                          |      |
| 13             | We Weren't Born to Follow (Jason Nevins Remix) | 天生領袖 (傑森·那文斯混音版) | 邦喬飛、山伯拉                           | 4:03 |

## 關聯
1. ↑  Oitmann, Pierre. . NU.nl.   [11 November 2009]. （原始内容存档于2016-03-03）.
2. ↑  Daniel Kreps. . Rolling Stone.   [2009-10-18]. （原始内容存档于2009-10-23）.
3. 1 2  Caulfield, Keith. "Bon Jovi Comes Full 'Circle' at No. 1 on Billboard 200" （页面存档备份，存于）. billboard.com. November 18, 2009.
4. ↑  Greg Prato. . Rolling Stone.   [2009-10-18]. （原始内容存档于2009-10-24）.
5. ↑  （日語） . Oricon. 2009-11-10  [2009-11-10]. （原始内容存档于2012-10-24）.
6. ↑  .   [2010-05-06]. （原始内容存档于2019-08-10）.